# Північнокавказький федеральний округ

Північнокавказький федеральний округ (назви республік розшифровано в таблиці)

Північнокавказький федеральний округ — один із восьми округів Російської Федерації, 1 % території РФ, який включає шість республік (Чеченська, Північна Осетія — Аланія, Карачаєво-Черкесія, Кабардино-Балкарія, Інгушетія, Дагестан), а також Ставропілля.

## Історія
Ця територія увійшла до складу Росії лише у ХІХ ст., після майже 200-річної історії завоювань Кавказу Російською імперією, у тому числі «Великої Кавказької війни» 1817—1864 років. В результаті цієї війни понад 90 % черкесів (адигів) було виселено за межі регіону, в Османську імперію. Черкесія була заселена російськими селянами, козаками, греками та вірменами. На Кавказі тоді залишилося менше, ніж 10 % населення адигів.
- див. також: Геноцид черкеського народу.

Героєм тогочасних визвольних змагань став Імам Шаміль — керівник національно-визвольної боротьби (газавату) народів Північного Кавказу.

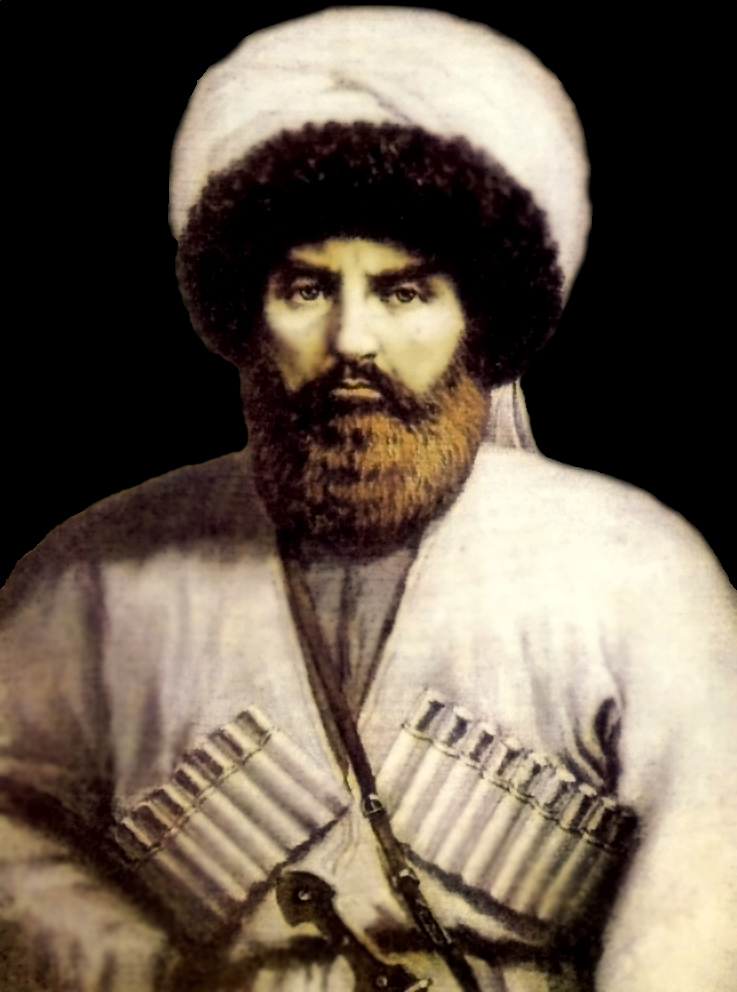
Імам Шаміль — керівник національно-визвольної боротьби (газавату) народів Північного Кавказу під час Кавказької війни (1817—1864). 1834 року проголошений імамом, об'єднав Західний Дагестан і Чечню, потім і Черкесію в теократичну державу Імамат.

Історія народів і республік, що входять до цього округу, є історією боротьби народів Північного Кавказу за свою незалежність.
- див. також Перша чеченська війна (1994—1996)
- див. також Друга чеченська війна (1999—2002).

Північнокавказький округ виокремлено зі складу Південного ФО указом президента РФ Д. Медведєва від 19 січня 2010 р., з центром в місті П'ятигорськ.
Південний федеральний округ, що включав як нинішній «південний» (тобто ростовський), так і «північнокавказький» (тобто чеченський), був утворений указом президента 13 травня 2000 і до 21 червня 2000 називався Північнокавказьким округом. Головою округу призначено Олександр Хлопонін.
- див. також: Адміністративний поділ Росії

2007 року (7 жовтня) в межах ПКО було проголошено Кавказький емірат (Імарат Кавказ, Емірат Кавказ) — умовне державне утворення, запропоноване президентом Чеченської республіки Ічкерія Доку Умаровим, замість, який також проголосив себе еміром усіх моджахедів Північного Кавказу.

## Географія
Розташований на крайньому південному сході Східної Європи, в центральній та східній частині Північного Кавказу.
Площа території округу становить близько 1 % від площі території РФ.
Центр округу — місто П'ятигорськ, єдиний із центрів всіх округів РФ, який не є ні адміністративним центром суб'єкта, що входить в округ, ні найбільшим містом округу. Таким його призначено.

## Склад округу
Нижче наводиться перелік суб'єктів Російської Федерації, що входять до Північнокавказького федерального округу.
Склад округу (номери відповідають поданим на мапі).
| № на мапі                                                                                     | Прапор | Суб'єкт федерації у складі округу   | Площа, тис. км кв. | Населення, тис. чол. (2010 р.) | центр та його населення, тис. чол. |
| --------------------------------------------------------------------------------------------- | ------ | ----------------------------------- | ------------------ | ------------------------------ | ---------------------------------- |
| 1                                                                                             |        | Республіка Дагестан                 | 50,3               | 2977,4                         | Махачкала (577,9)                  |
| 2                                                                                             |        | Республіка Інгушетія                | 19,3*              | 413,0                          | Магас (2,5)                        |
| 3                                                                                             |        | Кабардино-Балкарська Республіка     | 12,5               | 859,8                          | Нальчик (240,9)                    |
| 4                                                                                             |        | Карачаєво-Черкеська Республіка      | 14,3               | 478,5                          | Черкеськ (116,3)                   |
| 5                                                                                             |        | Республіка Північна Осетія — Аланія | 8                  | 712,9                          | Владикавказ (313,8)                |
| 6                                                                                             |        | Ставропольський край                | 66,2               | 2786,1                         | Ставрополь (401)                   |
| 7                                                                                             |        | Чеченська Республіка                | 19,3 **            | 1269,1                         | Грозний (271)                      |
| * Площа вказана разом з Чеченською Республікою ** Площа вказана разом з Республікою Інгушетія |        |                                     |                    |                                |                                    |

## Населення та етнічний склад
Етнічний склад населення Північнокавказького федерального округу за результатами перепису 2010 року: Загалом — 9 428 826 чол.
Росіяни — 2 854 040 (30,26 %)
Чеченці — 1 335 857 (14,17 %)
Аварці — 865 348 (9,18 %)
Даргинці — 541 552 (5,74 %)
Кабардинці — 502 817 (5,33 %)
Осетини — 481 492 (5,11 %)
Кумики — 466 769 (4,95 %)
Інгуші — 418 996 (4,44 %)
Лезгіни — 396 408 (4,2 %)
Карачаєвці — 211 122 (2,39 %)
Вірмени — 190 825 (2,02 %)
Лакці — 166 526 (1,77 %)
Азербайджанці — 155 394 (1,65 %)
Табасарани — 127 941 (1,36 %)
Балкарці — 110 215 (1,17 %)
Ногайці — 82 026 (0,87 %)
Черкеси — 61 409 (0,65 %)
Українці — 42 431 (0,45 %)
Абазини — 41 037 (0,44 %)
Греки — 37 096 (0,39 %)
Роми — 36 465 (0,39 %)
Турки — 31 040 (0,33 %)
Агули — 29 979 (0,32 %)
Рутульці — 29 413 (0,31 %)
Татари — 22 541 (0,24 %)
Грузини — 19 696 (0,21 %)
Туркмени— 15 750 (0,17 %)
Корейці — 12 551 (0,13 %)
Цахури — 10 215 (0,11 %)
Білоруси — 9 217 (0,10 %)
інші — 170 391 (1,81 %)
не вказали національність — 63 022 чол. (0,67 %)

## Події, особливості
- Перша чеченська війна — збройний конфлікт між Російською Федерацією та Чеченською Республікою Ічкерією у період з 1994 року по 1996 рік, який завершився перемогою чеченських збройних сил та виведення російських військ з Чечні, перший програш російської імперії в кавказьких війнах.
- Північнокавказький федеральний округ — це єдиний округ в сучасній Російській Федерації, в якому росіяни не становлять більшості населення.